# Снежнобялата чапла
„Снежнобялата чапла“ (на японски: 白鷺) е японски драматичен филм от 1958 година на режисьора Тейносуке Кинугаса с участието на Фуджико Ямамото, Кейзо Кавазаки и Йосуке Ирие, адаптация на едноименния роман на Киока Изуми.

## Сюжет
Млада гейша иска да започне нов живот заедно с един художник, но същевременно се опитва да прикрие криминалното минало на брат си, дълговете и насилието, извършено над нея, което в крайна сметка я отвежда до опит за самоубийство.

## В ролите
- Фуджико Ямамото като Ошино
- Кейзо Кавазаки като Юничи Инаки
- Йосуке Ирие като Такаши Ирие
- Шюджи Сано като Кумаджирьо Госака
- Хитоми Нозое като Нанае Дате
- Хидео Такамацу като Йокичи Тацуми
- Тамае Кийокава като Хидеко Госака
- Риеко Суми като Вакакичи

## Награди и номинации
- Награда Синя лента за най-добра актриса на Фуджико Ямамото от 1959 година.
- Специално упоменаване от Международния кинофестивал в Кан, Франция през 1959 година.
- Награда от филмовия конкурс Майничи за най-добро художествено оформление на Ацуджи Шибата през 1959 година.
- Специална награда от филмовия конкурс Майничи за Кимио Ватанабе и неговия екип, работил по филма през 1959 година.
- Номинация за Златна палма за най-добър филм Международния кинофестивал в Кан, Франция през 1959 година.[1]